# Catégories des manuscrits du Nouveau Testament
Les manuscrits du Nouveau Testament sont classés en cinq catégories. La classification fut proposée par Kurt et Barbara Aland en 1981 dans Der Text des Neuen Testaments.

## Description des catégories
Catégorie I — texte alexandrin
Catégorie II — texte alexandrin avec nombreuses variantes textuelles des autres type textes (byzantin) 
Catégorie III — texte mixte et texte césaréen
Catégorie IV — texte occidental
Catégorie V — texte byzantin

## Distribution des manuscrits par catégories et siècles
|       | I | II                                                                                          | III | IV        | V |
| ----- | --- | ------------------------------------------------------------------------------------------- | --- | --------- | --- |
| 0150  | P52, P90 |                                                                                             | |           | |
| 0200  | P32, P46, P64/67, P66, P77, 0189                                                                                         |                                                                                             | |           | |
| 0250  | P1, P4, P5, P9, P12, P15, P20, P22, P23, P27, P28, P29, P30, P39, P40, P45, P47, P49, P53, P65, P70, P75, P80, P87, 0220 |                                                                                             | 0212 | P48, P69  | |
| 0300  | P13, P16, P18, P37, P72, P78, 0162, p115                                                                                 |                                                                                             | | P38, 0171 | |
| 0350  | P10, P24, P35, 01, 03 | P6, P8, P17, P62, P71, P81, P86, 0185                                                       | P88, 058?, 0169, 0188, 0206, 0207, 0221, 0228, 0231, 0242                                                                                                 |           | |
| 0400  | 057 | P19, P51, P57, P82, P85, 0181, 0270                                                         | P21, P50, 059, 0160, 0176, 0214, 0219 |           | |
| 0450  | 02 (außer Evv), 0254 | P14, 04, 016, 029, 048, 077, 0172, 0173, 0175, 0201, 0240, 0244, 0274                       | 02 (Evv), 032, 062, 068, 069, 0163, 0165?, 0166, 0182, 0216, 0217, 0218, 0226, 0227, 0236, 0252, 0261                                                     | 05        | 026, 061 |
| 0500  | | P56, 071, 076, 088, 0232, 0247                                                              | P54, P63, 072, 0170, 0186, 0213 |           | |
| 0550  | | P33+58, 06, 08, 073, 081, 085, 087, 089, 091, 093 (außer Acta), 094, 0184, 0223, 0225, 0245 | P2, P36, P76, P83, P84, 06, 015, 035, 040, 060, 066, 067, 070, 078, 079, 082, 086, 0143, 0147, 0159, 0187, 0198, 0208, 0222, 0237, 0241, 0251, 0260, 0266 |           | 022, 023, 024, 027, 042, 043, 064, 065, 093 (Actes), 0246, 0253, 0265? |
| 0600  | P26 | P43, P44, P55, 083                                                                          | P3, 0164, 0199 |           | |
| 0650  | P74, 098 | P11, P31, P34, P79, 0102, 0108, 0111, 0204                                                  | P59, P68, 096, 097, 099, 0106, 0107, 0109, 0145, 0167, 0183, 0200, 0209, 0210, 0239, 0259, 0262                                                           |           | 0103, 0104, 0211 |
| 0700  | | P42, P61,                                                                                   | P60 |           | |
| 0750  | | 019, 0101, 0114, 0156, 0205, 0234                                                           | P41, 095, 0126, 0127, 0146, 0148, 0161, 0229, 0233, 0238, 0250, 0256                                                                                      |           | 07, 047, 054?, 0116, 0134 |
| 0800  | | 044                                                                                         | 044 |           | |
| 0850  | 33 | 010, 038, 0155, 0271, 33 (Evv), 892, 2464                                                   | 012, 025 (außer Acta, Offb), 037, 050, 0122, 0128, 0130, 0131, 0132, 0150, 0269, 565                                                                      |           | 09, 011, 013, 014, 017, 018, 020, 021, 025 (Acta, Offb), 030, 031, 034, 039, 041, 045, 049, 053?, 063, 0120, 0133, 0135, 0136?, 0151, 0197, 0248, 0255, 0257, 0272, 0273?, 461 |
| 0900  | | 1841                                                                                        | 0115, 1424 |           | 1424, 1841 |
| 0950  | 1739 | 0177, 0243?, 1739, 1891, 2329                                                               | 051, 075, 0105, 0121a, 0121b, 0140, 0141, 0249, 307, 1582, 1836, 1845, 1874, 1875, 1912, 2110, 2193, 2351                                                 |           | 028, 033, 036, 046, 052, 056, 0142, 1874, 1891 |
| 1050  | 1175, 1243, 2344 | 81, 323, 945, 1006, 1854, 1962, 2298                                                        | 28, 104, 181, 323, 398, 424, 431, 436, 451, 459, 623, 700, 788, 1243, 1448, 1505, 1838, 1846, 1908, 2138, 2147, 2298, 2344, 2596?                         |           | 103, 104, 181, 398, 431, 451, 459, 945, 1006, 1448, 1505, 1846, 1854, 2138, 2147, 2298                                                                                         |
| 1100  | | 256, 1735                                                                                   | 1735, 1910 |           | 256 |
| 1150  | 1241 | 36, 610, 1611, 2050, 2127                                                                   | 1, 36, 88, 94?, 157, 326, 330, 346, 378, 543, 826, 828, 917, 983, 1071, 1241, 1319, 1359, 1542b, 1611, 1718, 1942, 2030, 2412, 2541, 2744                 |           | 1, 180, 189, 330, 378, 610, 911, 917, 1010, 1241, 1319, 1359, 1542b?, 2127, 2541                                                                                               |
| 1200  | |                                                                                             | 1573 |           | 1573 |
| 1250  | 2053, 2062 | 442, 579, 1292, 1852                                                                        | 6, 13, 94, 180, 206, 218, 263, 365, 441, 614, 720, 915, 1398, 1563, 1641, 1852, 2374, 2492, 2516, 2542, 2718?                                             |           | 6, 94?, 180, 206, 218, 263, 365, 597, 720, 1251?, 1292, 1398, 1642, 1852, 2374, 2400, 2492?, 2516, 2814                                                                        |
| 1300  | |                                                                                             | 1342 |           | |
| 1350  | 2427 | 1067, 1409, 1506, 1881                                                                      | 5, 209, 254, 429, 453, 621, 629, 630, 1523, 1534, 1678?, 1842, 1877, 2005, 2197, 2200, 2377                                                               |           | 5?, 189, 209, 254, 429, 1067, 1409, 1506, 1523, 1524, 1877, 2200 |
| 1400  | |                                                                                             | 2495 |           | |
| 1450  | | 322                                                                                         | 69, 205, 322, 467, 642, 1751, 1844, 1959, 2523, 2652 |           | 69, 181, 205, 429, 467, 642, 886, 2523, 2623, 2652? |
| 1500  | |                                                                                             | 61, 522, 918, 1704, 1884 |           | 61, 522, 918, 1704 |
| 1550– | |                                                                                             | 849, 2544 (Paulus) |           | 2544 (außer Paulus) |